# Paul Aron
Paul Aron (Tallinn, 2004. február 4.–) észt autóversenyző, az Alpine Formula–1-es csapatának tesztversenyzője.

## Magánélete
Testvére, Ralf a 2015-ös olasz Formula–4-bajnokság győztese, 2019 óta a Prema Powerteam csapatmenedzsere.

## Pályafutása

### Gyerekkor
Nyolc évesen kezdett gokartozni Észtországban, majd Olaszországban is ért el sikereket, 2018-ban megnyert a gokart CIK-FIA Európai Bajnokság – OKJ sorozatát.

### Formula–4
2019-ben az olasz és a német Formula–4-bajnokságban versenyzett a Prema színeiben és mind a két sorozatban 2-2 győzelmet szerzett, az olasz sorozatban bronzérmes lett a bajnokságban.

### Formula Renault Európa-kupa
2020-ban a Formula Renault Európa-kupában az ART Grand Prix pilótájaként versenyzett. A szezon elején a Nürburgringen második lett, ezzel megszerezte első dobogóját a sorozatban, de az összetett bajnokságban elmaradt csapattársaitól.

### Formula Regionális Európa-bajnokság
2021-ben visszatért a Prema csapatához, ahol David Vidales és Dino Beganovic csapattársaként indult a Formula Regionális Európa-bajnokságban. Az első versenyhétvégén megszerezte első dobogóját, majd több is követte. Mugellóban megszerezte első pole-pozícióját, majd ezt győzelmekre váltotta. 2021-ben és 2022-ben is a bajnokság bronzérmese lett.

### Formula–3
2021 novemberében teszt lehetőséget kapott a Prema csapatától a szezon utáni teszteken. 2022 szeptemberében ismét lehetőséget adott neki az olasz csapat. Nem sokkal később bejelentették, hogy 2023-tól a csapat versenyzője lesz a FIA Formula–3 bajnokságban. A szezon első versenyhétvégéjén Bahreinben a sprintfutamon az 5. lett, megszerezve első pontjait a sorozatban. A másnapi fő futamon a 11. lett, ezzel nem szerzett pontot. A második fordulóban, Melbourne-ben a sprinten 3. lett, megszerezve első dobogóját a szériában, majd Monte-Carlóban megismételte ezt, ahol a második futamban újra a dobogó legalsó fokán végzett. Első sikerét a Red Bull Ringen érte el, amikor Gabriele Minì előtt ért be a sprinten elsőként. A szezont a 3. helyen zárta, 112 ponttal.

### Formula–2
A 2023-as FIA Formula–2 bajnokság utolsó fordulója előtt Trident bejelentette, hogy leszerződtette Aront Clément Novalak helyére. A sprintet 16., a fő versenyt a 18. helyen zárta. 2023 novemberében a Hitech Pulse-Eight csapatával részt vett a szezon utáni teszteken.

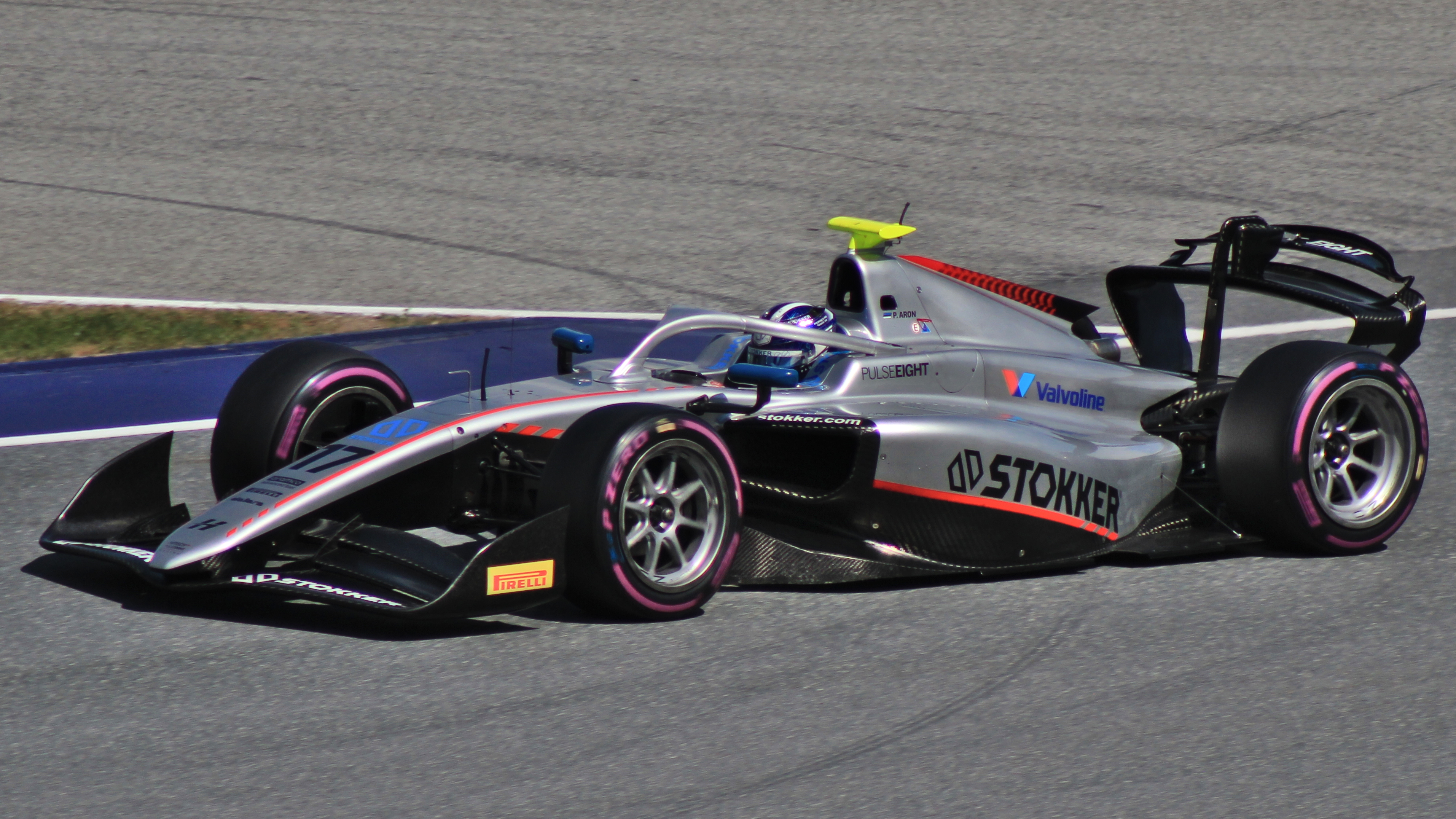
Aron a 2024-es osztrák nagydíjon.

Később, 2024-re teljes éves szerződést kapott.  A szezon első fő versenyén Bahreinben megszerezte első dobogós helyezését a sorozatban, Zane Maloney és Pepe Martí mögött a 3. helyen intették le. Ezt követően további 6 dobogós pozíciót könyvelhetett el a szezonban. Első győzelmét Katarban érte el a fő futamon, pole-pozícióból indulva. Abu-dzabiban a kiírás utolsó előtti futamán 3. lett, azonban utólag kizárták egy technikai szabálysértés miatt. Az év végén a 3. helyen rangsorolták 163 pontot gyűjtve a tabellán.

### Formula–1
2019 júliusában felvették a Mercedes Formula–1-es csapatának versenyzői akadémiájára. 2023 novemberében távozott.
2024. november 30-án az Alpine alakulata tartalékpilótaként szerződtette.

## Eredményei

### Karrier összefoglaló
| Szezon  | Bajnokság                           | Csapat                    | Verseny        | Győzelem       | Pole           | Leggyorsabb kör | Dobogó         | Pont           | Helyezés       |
| ------- | ----------------------------------- | ------------------------- | -------------- | -------------- | -------------- | --------------- | -------------- | -------------- | -------------- |
| 2019    | Olasz Formula–4                     | Prema Powerteam           | 21             | 2              | 1              | 0               | 9              | 226            | 3.             |
| 2019    | ADAC Formula–4                      | Prema Powerteam           | 20             | 2              | 0              | 0               | 2              | 129            | 7.             |
| 2020    | Formula Renault Európa-kupa         | ART Grand Prix            | 20             | 0              | 0              | 0               | 1              | 54             | 11.            |
| 2021    | Formula Regionális Európa-bajnokság | Prema Powerteam           | 20             | 2              | 2              | 1               | 7              | 197            | 3.             |
| 2022    | Formula–3 Ázsia-bajnokság           | Abu Dhabi Racing by Prema | 15             | 0              | 2              | 1               | 3              | 80             | 8.             |
| 2022    | Formula Regionális Európa-bajnokság | Prema Racing              | 20             | 6              | 7              | 4               | 8              | 241            | 3.             |
| 2023    | Formula–3                           | Prema Racing              | 18             | 1              | 0              | 2               | 4              | 112            | 3.             |
| 2023    | Makaói nagydíj                      | SJM Theodore Prema Racing | 1              | 0              | 0              | 0               | 0              | —              | Kiesett        |
| 2023    | Formula–2                           | Trident                   | 2              | 0              | 0              | 0               | 0              | 0              | 24.            |
| 2023–24 | Formula–E                           | Envision Racing           | 2              | 0              | 0              | 0               | 0              | 0              | 27             |
| 2024    | Formula–2                           | Hitech Pulse-Eight        | 28             | 1              | 4              | 3               | 8              | 163            | 3.             |
| 2025    | Formula–1                           | Alpine                    | Tartalékpilóta | Tartalékpilóta | Tartalékpilóta | Tartalékpilóta  | Tartalékpilóta | Tartalékpilóta | Tartalékpilóta |
| 2025    | Formula–1                           | Kick Sauber               | Tesztversenyző | Tesztversenyző | Tesztversenyző | Tesztversenyző  | Tesztversenyző | Tesztversenyző | Tesztversenyző |

* A szezon jelenleg is zajlik.

### Teljes Olasz Formula–4-bajnokság eredménysorozata
(Táblázat értelmezése)

(Félkövér: pole-pozícióból indult; dőlt: leggyorsabb kört futott) 

| Év   | Csapat          | 1       | 2        | 3        | 4       | 5        | 6       | 7       | 8       | 9        | 10    | 11       | 12    | 13      | 14      | 15      | 16      | 17    | 18      | 19      | 20      | 21      | 22      | Helyezés | Pont |
| ---- | --------------- | ------- | -------- | -------- | ------- | -------- | ------- | ------- | ------- | -------- | ----- | -------- | ----- | ------- | ------- | ------- | ------- | ----- | ------- | ------- | ------- | ------- | ------- | -------- | ---- |
| 2019 | Prema Powerteam | VLL 1 5 | VLL 2 12 | VLL 3 Ki | MIS 1 4 | MIS 2 Ki | MIS 3 T | HUN 1 3 | HUN 2 3 | HUN 3 26 | RBR 1 | RBR 2 23 | RBR 3 | IMO 1 4 | IMO 2 6 | IMO 3 4 | IMO 4 2 | MUG 1 | MUG 2 4 | MUG 3 2 | MNZ 1 8 | MNZ 2 3 | MNZ 3 5 | 3.       | 226  |

### Teljes ADAC Formula–4-bajnokság eredménysorozata
(Táblázat értelmezése)

(Félkövér: pole-pozícióból indult; dőlt: leggyorsabb kört futott) 

| Év   | Csapat          | 1       | 2       | 3       | 4        | 5       | 6       | 7        | 8        | 9        | 10      | 11       | 12      | 13       | 14      | 15      | 16      | 17       | 18      | 19       | 20      | Helyezés | Pont |
| ---- | --------------- | ------- | ------- | ------- | -------- | ------- | ------- | -------- | -------- | -------- | ------- | -------- | ------- | -------- | ------- | ------- | ------- | -------- | ------- | -------- | ------- | -------- | ---- |
| 2019 | Prema Powerteam | OSC 1 6 | OSC 2 4 | OSC 3 7 | RBR 1 23 | RBR 2 6 | RBR 3 1 | HOC 1 16 | HOC 2 Ki | ZAN 1 15 | ZAN 2 1 | ZAN 3 Ki | NÜR 1 7 | NÜR 2 10 | NÜR 3 6 | HOC 1 4 | HOC 2 9 | HOC 3 Ki | SAC 1 5 | SAC 2 11 | SAC 3 7 | 7.       | 129  |

### Teljes Formula Renault Európa-kupa eredménysorozata
(Táblázat értelmezése)

(Félkövér: pole-pozícióból indult; dőlt: leggyorsabb kört futott) 

| Év   | Csapat         | 1        | 2        | 3        | 4       | 5        | 6     | 7        | 8        | 9       | 10       | 11      | 12       | 13       | 14       | 15       | 16      | 17      | 18      | 19       | 20       | Helyezés | Pont |
| ---- | -------------- | -------- | -------- | -------- | ------- | -------- | ----- | -------- | -------- | ------- | -------- | ------- | -------- | -------- | -------- | -------- | ------- | ------- | ------- | -------- | -------- | -------- | ---- |
| 2020 | ART Grand Prix | MNZ 1 Ki | MNZ 2 12 | IMO 1 Ki | IMO 2 6 | NÜR 1 11 | NÜR 2 | MAG 1 10 | MAG 2 12 | ZAN 1 7 | ZAN 2 17 | CAT 1 8 | CAT 2 12 | SPA 1 Ki | SPA 2 Ni | IMO 1 Ki | IMO 2 8 | HOC 1 9 | HOC 2 5 | LEC 1 10 | LEC 2 17 | 11.      | 54   |

### Teljes Formula Regionális Európa-bajnokság eredménylistája
(Táblázat értelmezése)

(Félkövér: pole-pozícióból indult; dőlt: leggyorsabb kört futott) 

| Év   | Csapat          | 1        | 2       | 3       | 4       | 5        | 6        | 7        | 8        | 9       | 10      | 11       | 12      | 13      | 14       | 15       | 16       | 17    | 18      | 19      | 20       | Helyezés | Pont |
| ---- | --------------- | -------- | ------- | ------- | ------- | -------- | -------- | -------- | -------- | ------- | ------- | -------- | ------- | ------- | -------- | -------- | -------- | ----- | ------- | ------- | -------- | -------- | ---- |
| 2021 | Prema Powerteam | IMO 1 4  | IMO 2   | CAT 1 3 | CAT 2 4 | MCO 1 3  | MCO 2 Ki | LEC 1 14 | LEC 2 26 | ZAN 1 4 | ZAN 2 7 | SPA 1 18 | SPA 2 8 | RBR 1 3 | RBR 2 13 | VAL 1 4  | VAL 2 12 | MUG 1 | MUG 2 1 | MNZ 1 6 | MNZ 2    | 3.       | 197  |
| 2022 | Prema Racing    | MNZ 1 27 | MNZ 2 1 | IMO 1 3 | IMO 2 6 | MCO 1 25 | MCO 2 NK | LEC 1    | LEC 2 4  | ZAN 1   | ZAN 2 1 | HUN 1 6  | HUN 2 7 | SPA 1 4 | SPA 2 4  | RBR 1 Ki | RBR 2 16 | CAT 1 | CAT 2 4 | MUG 1   | MUG 2 11 | 3.       | 238  |

### Teljes Formula Regionális Ázsia-bajnokság eredménylistája
(Táblázat értelmezése)

(Félkövér: pole-pozícióból indult; dőlt: leggyorsabb kört futott) 

| Év   | Csapat                    | 1        | 2        | 3       | 4        | 5        | 6        | 7       | 8        | 9        | 10      | 11      | 12      | 13      | 14       | 15    | Helyezés | Pont |
| ---- | ------------------------- | -------- | -------- | ------- | -------- | -------- | -------- | ------- | -------- | -------- | ------- | ------- | ------- | ------- | -------- | ----- | -------- | ---- |
| 2022 | Abu Dhabi Racing by Prema | ABU 1 Ki | ABU 2 15 | ABU 3 7 | DUB 1 15 | DUB 2 10 | DUB 3 23 | DUB 1 6 | DUB 2 14 | DUB 3 Ki | DUB 1 2 | DUB 2 8 | DUB 3 2 | ABU 1 5 | ABU 2 Ki | ABU 3 | 8.       | 80   |

### Teljes FIA Formula–3-as eredménysorozata
(Táblázat értelmezése)

(Félkövér: pole-pozícióból indult; dőlt: leggyorsabb kört futott) 

| Év   | Csapat       | 1         | 2          | 3         | 4         | 5          | 6         | 7         | 8         | 9         | 10         | 11         | 12        | 13        | 14        | 15        | 16        | 17         | 18        | Helyezés | pont |
| ---- | ------------ | --------- | ---------- | --------- | --------- | ---------- | --------- | --------- | --------- | --------- | ---------- | ---------- | --------- | --------- | --------- | --------- | --------- | ---------- | --------- | -------- | ---- |
| 2023 | Prema Racing | BHR SPR 5 | BHR FEA 12 | AUS SPR 3 | AUS FEA 6 | MON SPR 10 | MON FEA 3 | ESP SPR 5 | ESP FEA 5 | AUT SPR 1 | AUT FEA 25 | GBR SPR 12 | GBR FEA 4 | HUN SPR 4 | HUN FEA 5 | BEL SPR 3 | BEL FEA 8 | ITA SPR Ki | ITA FEA 7 | 3.       | 112  |

### Teljes FIA Formula–2-es eredménysorozata
(Táblázat értelmezése)

(Félkövér: pole-pozícióból indult; dőlt: leggyorsabb kört futott) 

| Év   | Csapat            | 1         | 2         | 3         | 4          | 5          | 6         | 7         | 8         | 9         | 10        | 11        | 12        | 13        | 14        | 15         | 16         | 17        | 18         | 19         | 20          | 21         | 22         | 23        | 24        | 25         | 26         | 27          | 28         | Helyezés | Pont |
| ---- | ----------------- | --------- | --------- | --------- | ---------- | ---------- | --------- | --------- | --------- | --------- | --------- | --------- | --------- | --------- | --------- | ---------- | ---------- | --------- | ---------- | ---------- | ----------- | ---------- | ---------- | --------- | --------- | ---------- | ---------- | ----------- | ---------- | -------- | ---- |
| 2023 | Trident           | BHR SPR   | BHR FEA   | KSA SPR   | KSA FEA    | AUS SPR    | AUS FEA   | AZE SPR   | AZE FEA   | MON SPR   | MON FEA   | ESP SPR   | ESP FEA   | AUT SPR   | AUT FEA   | GBR SPR    | GBR FEA    | HUN SPR   | HUN FEA    | BEL SPR    | BEL FEA     | NED SPR    | NED FEA    | ITA SPR   | ITA FEA   | UAE SPR 16 | UAE FEA 18 |             |            | 24.      | 0    |
| 2024 | Hitech Grand Prix | BHR SPR 5 | BHR FEA 3 | KSA SPR 2 | KSA FEA 10 | AUS SPR 18 | AUS FEA 2 | EMI SPR 2 | EMI FEA 6 | MON SPR 7 | MON FEA 3 | ESP SPR 3 | ESP FEA 4 | AUT SPR 3 | AUT FEA 5 | GBR SPR Ki | GBR FEA 12 | HUN SPR 6 | HUN FEA Ki | BEL SPR 18 | BEL FEA 16† | ITA SPR 20 | ITA FEA Ki | AZE SPR 6 | AZE FEA 6 | QAT SPR 7  | QAT FEA 1  | UAE SPR Kiz | UAE FEA 11 | 3.       | 163  |

† A versenyt nem fejezte be, de helyezését értékelték, mert a versenytáv több, mint 90%-át teljesítette.

### Teljes Formula–E eredménylistája
(Táblázat értelmezése)

(Félkövér: pole-pozícióból indult; dőlt: leggyorsabb kört futott) 

| Év      | Csapat          | 1   | 2   | 3   | 4   | 5   | 6   | 7   | 8   | 9      | 10     | 11  | 12  | 13  | 14  | 15  | 16  | Helyezés | Pont |
| ------- | --------------- | --- | --- | --- | --- | --- | --- | --- | --- | ------ | ------ | --- | --- | --- | --- | --- | --- | -------- | ---- |
| 2023–24 | Envision Racing | MEX | DIR | DIR | SAP | TOK | MIS | MIS | MON | BER 13 | BER 14 | SHA | SHA | POR | POR | LON | LON | 27.      | 0    |